# Línea 531 (Mar del Plata)
La línea 531 es una línea de colectivos del Partido de General Pueyrredón perteneciente a la empresa Transporte 25 de Mayo, siendo sus servicios operados por la empresa 12 de Octubre S.R.L.; dicha línea está identificada con el color verde. El servicio cuenta con sistema de pago SUBE .

## Recorrido
Haciendo Click Aquí podrá consultar el recorrido de la Línea 531.

### Ida
Beruti - S. Stegagnini - Ayacucho - Brasil - Av. Libertad - Av. Independencia - 25 de Mayo - Salta - Av. Pedro Luro - Av. Patricio Peralta Ramos - Buenos Aires - Bolívar - Corrientes - Alberti - Las Heras - Avellaneda - Santiago del Estero - Primera Junta - Dorrego - Avellaneda - Olazábal - Julio Argentino Roca - Uruguay - Primera Junta - Chile - Rodriguez Peña - Estado de Israel - Alvarado - Terminas de Río Hondo - Garay - Martiniano Chilabert - Castelli - F. Juan Cetz.

### Vuelta
F. Juan Cetz - Castelli - Martiniano Chilabert - Garay - Terminas de Río Hondo - Alvarado - Estado de Israel - Primera Junta - Santa Fe - Alvarado - Sarmiento - Gascón - Lamadrid - Av. Patricio Peralta Ramos - Diagonal Alberti Sur - Av. Pedro Luro - Av. Independencia - 11 de Septiembre - Catamarca - Av. Libertad - Brasil - Ayacucho - S. Stegagnini - Beruti.